# Fútbol femenino en los Juegos Panafricanos de 2023
El Fútbol femenino en los Juegos Panafricanos de 2023 se llevó a cabo del 8 al 21 de marzo en el Cape Coast Sports Stadium en Cape Coast, Ghana y contó con la participación de siete selecciones categoría sub-20.
El país anfitrión venció en la final a Nigeria para ganar el título por segunda ocasión.

## Participantes
Los clasificados fueron las selecciones que avanzaron hasta la cuarta ronda del Campeonato Femenino Sub-20 de la CAF de 2022:
- Ghana (Anfitrión)
- Marruecos
- Etiopía
- Nigeria
- Senegal
- Uganda
- Tanzania
- Camerún

## Sedes
| Cape Coast Sports Stadium |
| Capacidad: 15,000         |
|                           |

## Fase de grupos

### Grupo A
| Pos. | Equipo    | Pts. | PJ | G | E | P | GF | GC | Dif. | Clasificación |
| ---- | --------- | ---- | -- | - | - | - | -- | -- | ---- | ------------- |
| 1    | Ghana (H) | 7    | 3  | 2 | 1 | 0 | 4  | 2  | +2   | Semifinales   |
| 2    | Uganda    | 5    | 3  | 1 | 2 | 0 | 4  | 2  | +2   | Semifinales   |
| 3    | Tanzania  | 2    | 3  | 0 | 2 | 1 | 3  | 4  | −1   |               |
| 4    | Etiopía   | 1    | 3  | 0 | 1 | 2 | 1  | 4  | −3   |               |

 Fuente: results.accra2023ag.com
| 9 de marzo de 2024 | Tanzania   | 1–1     | Uganda       | Cape Coast Sports Stadium, Cape Coast |                           |
|                    | Mnunka 89' | Reporte | Kunihira 41' | Árbitro(s): Natacha Konan             | Árbitro(s): Natacha Konan |

| 9 de marzo de 2024 | Ghana     | 1–0     | Etiopía | Cape Coast Sports Stadium, Cape Coast |                              |
|                    | Owusu 59' | Reporte |         | Árbitro(s): Cynthia Ngakosso          | Árbitro(s): Cynthia Ngakosso |

| 12 de marzo de 2024 | Uganda                      | 2–0     | Etiopía | Cape Coast Sports Stadium, Cape Coast |                            |
|                     | - Nagadya 11' - Lwalisa 30' | Reporte |         | Árbitro(s): Zakia El Grini            | Árbitro(s): Zakia El Grini |

| 12 de marzo de 2024 | Ghana                         | 2–1     | Tanzania   | Cape Coast Sports Stadium, Cape Coast |                         |
|                     | - Twum 45+2' - M. Abdulai 64' | Reporte | Mnunka 22' | Árbitro(s): Noura Samir               | Árbitro(s): Noura Samir |

| 15 de marzo de 2024 | Etiopía     | 1–1     | Tanzania  | Cape Coast Sports Stadium, Cape Coast |                            |
|                     | Tadesse 80' | Reporte | Ubamba 6' | Árbitro(s): Yacine Samassa            | Árbitro(s): Yacine Samassa |

| 15 de marzo de 2024 | Uganda      | 1–1     | Ghana          | Cape Coast Sports Stadium, Cape Coast |                                       |
|                     | Nagadya 10' | Reporte | M. Abdulai 37' | Árbitro(s): Seonyatseng Joyce Tshephe | Árbitro(s): Seonyatseng Joyce Tshephe |

### Grupo B
| Pos. | Equipo    | Pts. | PJ | G | E | P | GF | GC | Dif. | Clasificación |
| ---- | --------- | ---- | -- | - | - | - | -- | -- | ---- | ------------- |
| 1    | Nigeria   | 6    | 2  | 2 | 0 | 0 | 6  | 0  | +6   | Semifinales   |
| 2    | Senegal   | 3    | 2  | 1 | 0 | 1 | 4  | 4  | 0    | Semifinales   |
| 3    | Marruecos | 0    | 2  | 0 | 0 | 2 | 0  | 6  | −6   |               |

 Fuente: results.accra2023ag.com
| 8 de marzo de 2024 | Nigeria                | 2–0     | Marruecos | Cape Coast Sports Stadium, Cape Coast |                        |
|                    | - Olise 19' - Yina 40' | Reporte |           | Árbitro(s): Raya Sisai                | Árbitro(s): Raya Sisai |

| 11 de marzo de 2024 | Nigeria                                                    | 4–0     | Senegal | Cape Coast Sports Stadium, Cape Coast |                            |
|                     | - Nijdeka 14' - Ezekiel 50' - Kales 51' (a.g.) - Olise 81' | Reporte |         | Árbitro(s): Rachel Nzigire            | Árbitro(s): Rachel Nzigire |

| 14 de marzo de 2024 | Marruecos | 0–4     | Senegal                                               | Cape Coast Sports Stadium, Cape Coast |  |
|                     |           | Reporte | - Badio 6' - Kandé 18' - Choab 65' (o.g.) - Mendy 87' |                                       |  |

## Fase final
|  | Semifinales         | Semifinales         |   |                     | Final               | Final |  |
|  |                     |                     |   |                     |                     |       |  |
|  |                     |                     |   |                     |                     |       |  |
|  | 18 de marzo de 2024 |                     |   |                     |                     |       |  |
|  | Ghana               | 3                   |   |                     |                     |       |  |
|  | Senegal             | 1                   |   |                     |                     |       |  |
|  |                     |                     |   |                     |                     |       |  |
|  |                     |                     |   |                     | 21 de marzo de 2024 |       |  |
|  |                     |                     |   |                     | Ghana (t.e.)        | 2     |  |
|  |                     | Nigeria             | 1 |                     |                     |       |  |
|  |                     |                     |   |                     |                     |       |  |
|  |                     |                     |   |                     |                     |       |  |
|  |                     |                     |   |                     | Tercer lugar        |       |  |
|  | 18 de marzo de 2024 | 18 de marzo de 2024 |   | 21 de marzo de 2024 | 21 de marzo de 2024 |       |  |
|  | Nigeria             | 2                   |   | Senegal             | 0 (5)               |       |  |
|  | Uganda              | 0                   |   |                     | Uganda              | 0 (6) |  |

### Semifinales
| 18 de marzo de 2024 | Ghana                            | 3–1     | Senegal          | Cape Coast Sports Stadium, Cape Coast |                            |
|                     | - Twum 18' - Amponsah 45+1', 55' | Reporte | Kandé 54' (pen.) | Árbitro(s): Rachel Nzigire            | Árbitro(s): Rachel Nzigire |

| 18 de marzo de 2024 | Nigeria                     | 2–0     | Uganda | Cape Coast Sports Stadium, Cape Coast |                         |
|                     | - Okah 74' - Okwuchukwu 89' | Reporte |        | Árbitro(s): Noura Samir               | Árbitro(s): Noura Samir |

### Medalla de bronce
| 21 de marzo de 2024 | Senegal                                                   | 0–0 (t. s.)(5–6 p.)        | Uganda                                                                 | Cape Coast Sports Stadium, Cape Coast |                                       |
|                     |                                                           | Reporte                    |                                                                        | Árbitro(s): Seonyatseng Joyce Tshephe | Árbitro(s): Seonyatseng Joyce Tshephe |
|                     |                                                           | Tiros desde el punto penal |                                                                        |                                       |                                       |
|                     | Kandé · Badio · Ndiaye · Sané · Diallo · Casset · Bassene |                            | C. Nagadya · Nalugya · Lwalisa · Nankwanga · Wujja · Kanyago · Najjuma |                                       |                                       |

### Medalla de oro
| 21 de marzo de 2024 | Ghana                  | 2–1 (t. s.) | Nigeria     | Cape Coast Sports Stadium, Cape Coast                     |                                                           |
|                     | - Twum 77' - Issah 98' | Reporte     | Nijdeka 23' | Asistencia: 15,000 espectadores Árbitro(s): Natacha Konan | Asistencia: 15,000 espectadores Árbitro(s): Natacha Konan |

## Posiciones finales
| Pos. | Equipo    | Pts. | PJ | G | E | P | GF | GC | Dif. | Final result                 |
| ---- | --------- | ---- | -- | - | - | - | -- | -- | ---- | ---------------------------- |
|      | Ghana (H) | 13   | 5  | 4 | 1 | 0 | 9  | 4  | +5   | Oro                          |
|      | Nigeria   | 9    | 4  | 3 | 0 | 1 | 10 | 1  | +9   | Plata                        |
|      | Uganda    | 6    | 5  | 1 | 3 | 1 | 4  | 4  | 0    | Bronce                       |
| 4    | Senegal   | 4    | 4  | 1 | 1 | 2 | 5  | 7  | −2   | 4° Lugar                     |
|      |           |      |    |   |   |   |    |    |      |                              |
| 5    | Tanzania  | 2    | 3  | 0 | 2 | 1 | 3  | 4  | −1   | Eliminados en fase de grupos |
| 6    | Etiopía   | 1    | 3  | 0 | 1 | 2 | 1  | 4  | −3   | Eliminados en fase de grupos |
| 7    | Marruecos | 0    | 2  | 0 | 0 | 2 | 0  | 6  | −6   | Eliminados en fase de grupos |

 Fuente: Medals Standings

## Goleadoras
3 goles
- Tracey Twum

2 goles
- Ophelia Amponsah
- Murakama Abdulai
- Edeh Nijdeka
- Chioma Olise
- Rokhyatou Kandé
- Aisha Mnunka
- Catherine Nagadya

1 gol
- Aregash Kalsa Tadesse
- Comfort Owusu
- Motunrayo Ezekiel
- Habiba Issah
- Aicha Kales
- Judith Adaobi Okah
- Chiamaka Okwuchukwu
- Addo Yina
- Khadija Badio
- Axelle Pefla Mendy
- Hasnath Ubamba
- Docus Lwalisa
- Margret Kunihira

Autogol
- Abir Choab (ante Senegal)